# 브르베니차시

브르베니차 시의 위치

브르베니차시(마케도니아어: Општина Брвеница, 알바니아어: Komuna e Brevincës)는 마케도니아 공화국 북서부에 위치한 지방 자치체로 행정 중심지는 브르베니차이며 면적은 164.3km2, 인구는 15,855명(2002년 기준)이다. 북쪽으로는 테토보 시, 동쪽으로는 젤리노 시, 남동쪽으로는 마케돈스키브로드 시, 남서쪽으로는 고스티바르 시, 서쪽으로는 브랍치슈테 시, 북서쪽으로는 보고비네 시와 접한다.